# Макаровка (Ключівський район)
Мака́ровка (рос. Макаровка) — село у складі Ключівського району Алтайського краю, Росія. Входить до складу Новоцілинної сільської ради.
В селі народився російський актор Булдаков Олексій Іванович.

## Населення
Населення — 28 осіб (2010; 73 у 2002).
Національний склад (станом на 2002 рік):
- росіяни — 73 %